# Emma Rask
Emma Rask (* 17. Januar 1996 in Höör, Schweden) ist eine ehemalige schwedische Handballspielerin, die dem Kader der schwedischen Nationalmannschaft angehörte.

## Karriere
Im Verein
Rask begann das Handballspielen in ihrem Geburtsort bei H 65 Höör, bei dem sie anfangs im Jugendbereich aktiv war. Mit der B-Jugend von H 65 gewann sie 2011 die schwedische Meisterschaft. Seit der Saison 2012/13 gehört die Außenspielerin dem Kader der Damenmannschaft an, die in der Svensk HandbollsElit antritt. Der erste Erfolg mit der Damenmannschaft war der Gewinn des EHF Challenge Cups in der Saison 2013/14. Drei Jahre später gewann sie mit der schwedischen Meisterschaft einen weiteren Titel. Im selben Jahr stand sie erneut im Finale des EHF Challenge Cups, das gegen die kroatische Mannschaft von RK Lokomotiva Zagreb verloren wurde. Nach der Spielzeit 2021/22 legte sie eine Pause ein. Im August 2023 kehrte Rask wieder in den Kader von H 65 Höör zurück, den sie solange angehörte, bis im Laufe der Saison 2023/24 ihre Mitspielerin Elsa Åsberg eine Knieverletzung auskuriert hatte.
In Auswahlmannschaften
Rask lief anfangs für die schwedische Jugendnationalmannschaft auf, mit der sie 2013 die Goldmedaille bei der U-17-Europameisterschaft gewann. Bei den Olympischen Jugend-Sommerspielen 2014 in Nanjing trug sie bei der Eröffnungsfeier die schwedische Fahne. Beim anschließend ausgetragenen Handballturnier errang sie die Bronzemedaille. Im darauffolgenden Jahr nahm sie mit der schwedischen Juniorinnenauswahl an der U-19-Europameisterschaft teil und gewann dort eine weitere Bronzemedaille.
Rask gab am 28. Mai 2019 ihr Debüt für die schwedische A-Nationalmannschaft. Sie lief für Schweden bei der Europameisterschaft 2020 in Dänemark auf.